# Jan Paweł Jerzmanowski
Jan Paweł Jerzmanowski (Mniewo, 25 giugno 1779 – Parigi, 15 aprile 1862) è stato un generale polacco.
Originario di una famiglia della piccola nobiltà in prossimità di Kielce, fu, nel 1807 capitano dei cavalleggeri polacchi napoleonici.  Nel 1811 fu promosso comandante di squadrone, nel 1815 colonnello e nel 1831 generale. Fu a fianco di Napoleone Bonaparte durante il periodo del principato dell'Isola d'Elba e combatté a fianco dell'imperatore fino alla fine della battaglia di Waterloo. 

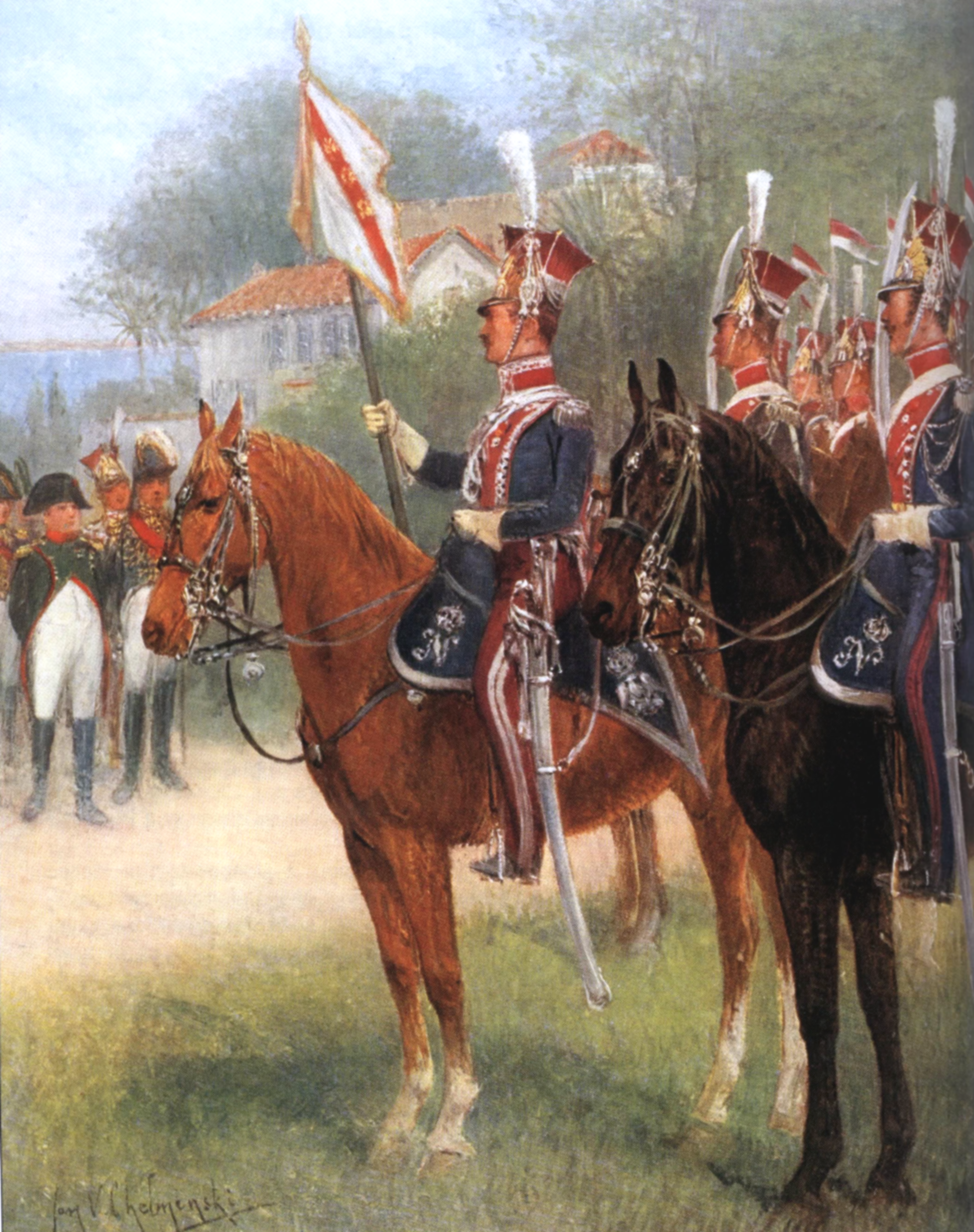
Lo squadrone cavalleggeri polacchi della Guardia napoleonica all'Isola d'Elba - Dipinto di Jan Chełmiński

Nel 1810 ricevette la croce d'oro dell'ordine Virtuti militari ed il titolo di cavaliere dell'Impero. Nel 1813, fu nominato barone dell'Impero e nel 1815 divenne commendatore della Legion d'onore.
Fino al 1819 servì nell'esercito del Regno di Polonia, dopodiché, con la moglie francese, ritornò in Francia. 
Nel 1831, durante la Rivolta di Novembre militò a Parigi nel Comitato nazionale polacco.
È sepolto al cimitero di Montmartre a Parigi in prossimità del poeta polacco Juliusz Słowacki.